# Daniel Lagache
Daniel Lagache, född 3 december 1903 i Paris, död 3 december 1972 i Ville-d'Avray i Hauts-de-Seine, var en fransk psykiater och psykoanalytiker. Han var professor vid Sorbonne.
Lagache var ordförande för Association psychanalytique de France. År 1964 blev han medlem av Société française de psychanalyse, i vilken även Jacques Lacan och Juliette Favez-Boutonier ingick.